# 史可法纪念馆

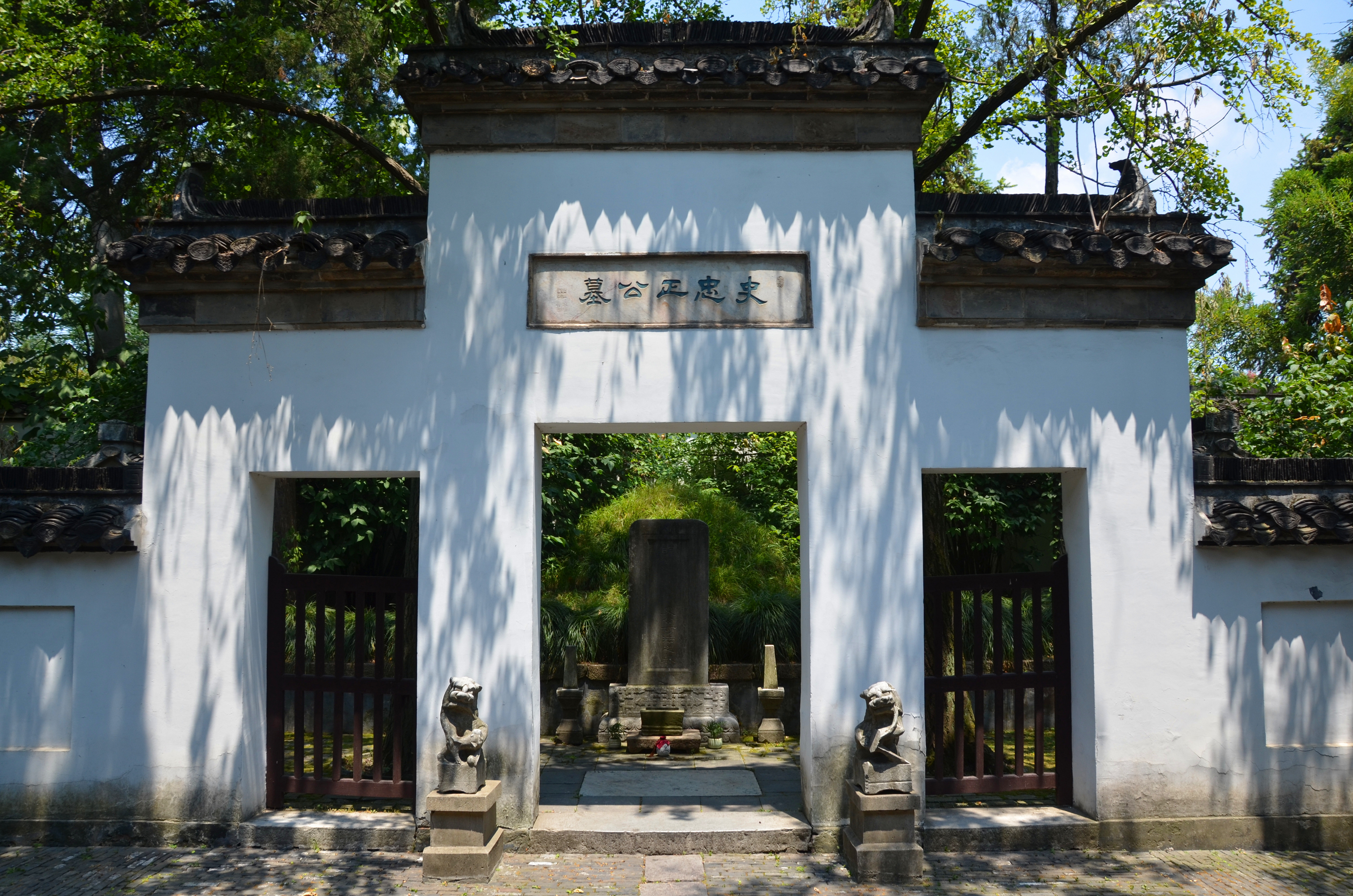
史可法墓

史可法纪念馆，原是清朝时修建的史可法祠墓所在地，内设史可法衣冠冢。館址位于江苏省扬州市邗江区广储门外街24号，1982年3月25日公布为江苏省文物保护单位，2013年3月5日公布为第七批全国重点文物保护单位。内设广陵琴派史料陈列馆。

## 名人评价
1990年，中国共产党中央委员会总书记江泽民在接见台湾统联访问团时说：“在扬州城外梅花岭，在民族英雄史可法的衣冠冢，冢前有一副对联，叫做‘数点梅花亡国泪，二分明月故臣心’，就能激发人的民族自尊心和爱国热情。”1991年，江泽民在访俄前的记者招待会上，再次吟诵这一对联，歌颂史可法的忠肝烈胆。同年10月12日，江泽民和朝鲜劳动党总书记金日成一行参观了史可法纪念馆，在晴雪轩的史可法诗文稿前，江泽民不断向金日成说，我们对待历史上的事情是用历史观点看待的，现在我们是搞民族大团结。